# روجيه لاندري

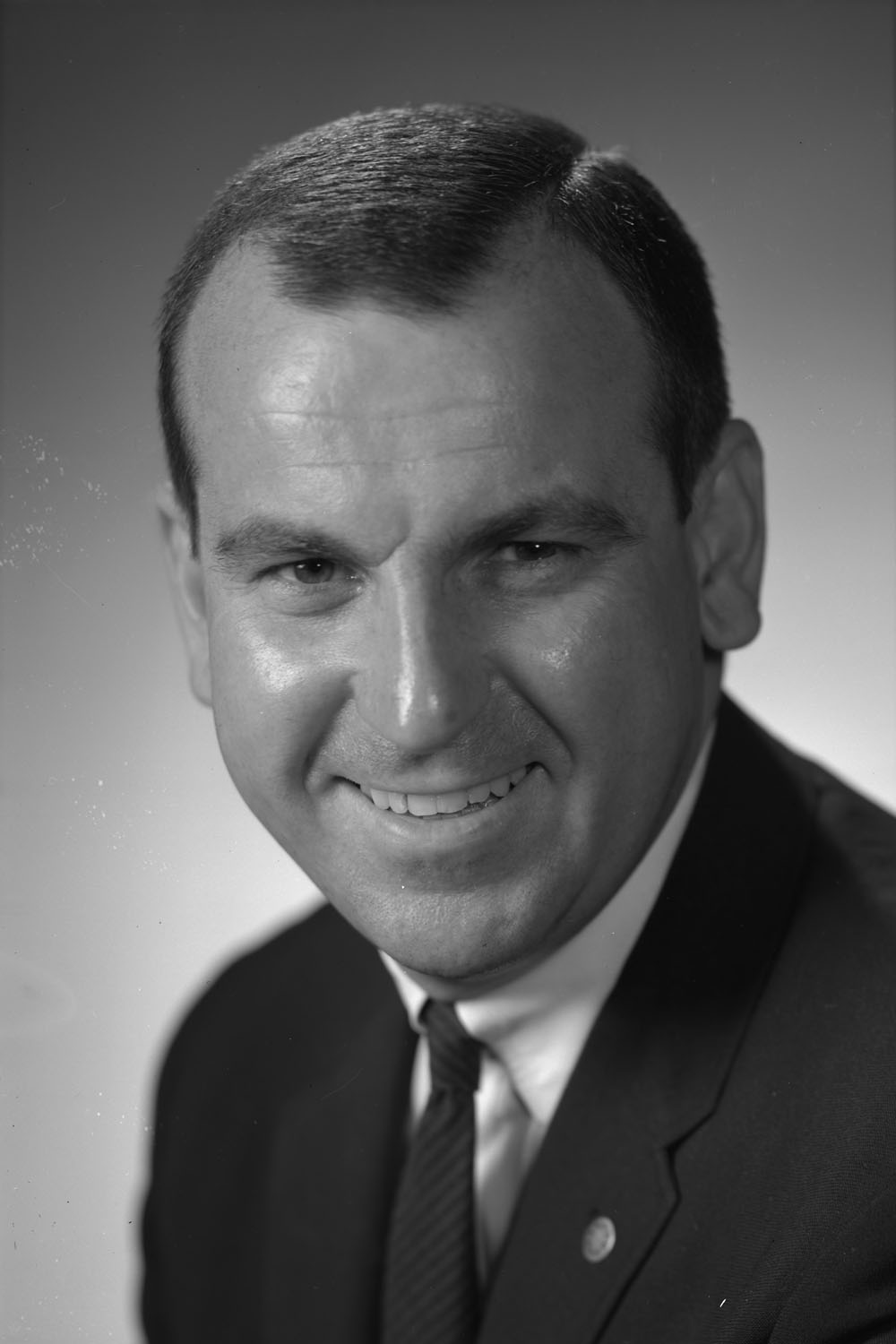
روجيه لاندري

روجيه لاندري هو رجل أعمال كندي، ولد في 26 يناير 1934 في مونتريال في كندا.